# Eero Tamminen
Eero Tamminen (Pihtipudas, 19 maggio 1995) è un calciatore finlandese, attaccante del KeuPa.